# Hoplopleura chilensis
Hoplopleura chilensis är en insektsart som beskrevs av Werneck 1937. Hoplopleura chilensis ingår i släktet Hoplopleura och familjen gnagarlöss. Inga underarter finns listade i Catalogue of Life.